# Miling
Miling är en ort i Australien. Den ligger i kommunen Moora och delstaten Western Australia, omkring 170 kilometer norr om delstatshuvudstaden Perth.
Trakten runt Miling är nära nog obefolkad, med mindre än två invånare per kvadratkilometer.. Det finns inga andra samhällen i närheten.
Trakten runt Miling består till största delen av jordbruksmark. Genomsnittlig årsnederbörd är 498 millimeter. Den regnigaste månaden är september, med i genomsnitt 81 mm nederbörd, och den torraste är december, med 13 mm nederbörd.